# El castigo
El castigo (Engelse titel: The Punishment) is een Chileens-Argentijnse dramafilm uit 2022, geregisseerd door Matías Bize en geschreven door Coral Cruz, met Antonia Zegers en Nestor Cantillana in de hoofdrollen.

## Verhaal
Ana en Mateo zoeken hun zoon nadat ze hem een paar minuten alleen hebben gelaten aan de kant van de weg als straf voor zijn wangedrag. Tijdens de zoektocht komen er onverwachte zaken naar boven, gerelateerd aan het maken van keuzes, hun relatie, ouderschap en het omgaan met schuldgevoelens.

## Rolverdeling
| Acteur            | Personage |
| ----------------- | --------- |
| Antonia Zegers    | Ana       |
| Néstor Cantillana | Mateo     |
| Santiago Urbina   | Lucas     |
| Catalina Saavedra |           |
| Yair Juri         |           |

## Productie
Het draaien van de film zou in maart 2020 van start gaan, maar werd geannuleerd vanwege de coronapandemie. De startdatum werd toen een jaar uitgesteld, maar ging vanwege dezelfde omstandigheden niet door. Uiteindelijk begonnen de filmopnames in oktober 2021.

### Cinematografie
Deze film werd gedraaid in een enkele long take van 80 minuten. Bij de repetities werd daarom ook mee gerepeteerd door de technische ploeg. Voor het enkele shot van deze film zijn zeven takes gedraaid.

## Release en ontvangst
De film ging op 6 oktober 2022 in Chili in première en op 19 november van hetzelfde jaar op het Tallinn Black Nights Film Festival. De film stond op de shortlist voor de Chileense inzending voor de Academy Award voor beste internationale speelfilm bij de 95e Academy Awards, maar werd niet geselecteerd.